# サチーレ
サチーレ（伊: Sacile）は、イタリア共和国フリウリ＝ヴェネツィア・ジュリア州ポルデノーネ県にある、人口約20,000人の基礎自治体（コムーネ）。県内第二の人口を擁するコムーネである。
サチーレの街は、「セレニッシマ（ヴェネツィア共和国）の庭園（Giardino della Serenissima）」、「フリウーリの港（Porta del Friuli）」といった異称で知られる。リヴェンツァ川 (Livenza) が流れる旧市街には、ヴェネツィア共和国時代からの多くの邸宅が立ち並ぶ。

## 名称
標準イタリア語以外の言語では以下の名称を持つ。
- ヴェネト語: Sazhil

## 地理

### 位置・広がり
ポルデノーネ県南西部のコムーネで、西にトレヴィーゾ県（ヴェネト州）と境界を接する。サチーレの街は、県都ポルデノーネの西約11km、ヴィットリオ・ヴェネトの東約16km、トレヴィーゾの北北東約38kmに位置する。

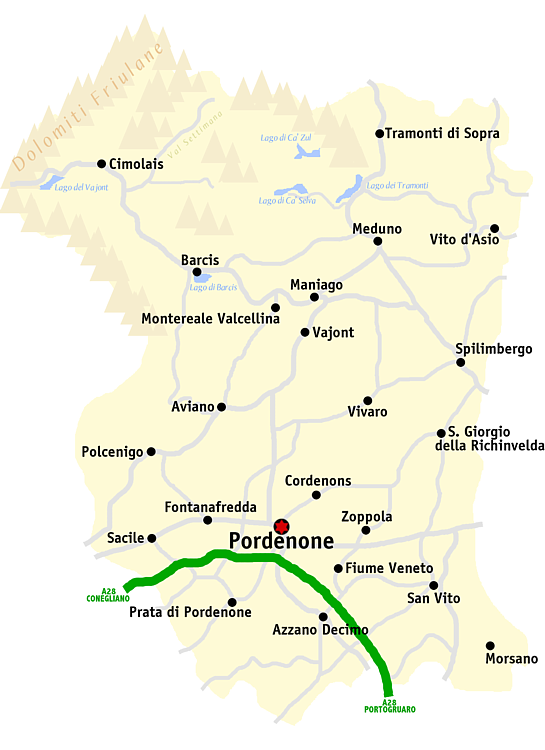
ポルデノーネ県概略図

#### 隣接コムーネ
隣接するコムーネは以下の通り。括弧内のTVはトレヴィーゾ県（ヴェネト州）所属を示す。
- フォンタナフレッダ - 北東
- ブルニェーラ - 南東
- ガイアリーネ (TV) - 南
- コルディニャーノ (TV) - 西
- カーネヴァ - 北西

### 気候分類・地震分類
サチーレにおけるイタリアの気候分類 (it) および度日は、zona E, 2461 GGである。
また、イタリアの地震リスク階級 (it) では、zona 2 (sismicità media) に分類される。

## 行政

### 分離集落
サチーレには、以下の分離集落（フラツィオーネ）がある。
- Camolli, Cavolano, Cornadella, Ronche, San Giovanni del Tempio, San Giovanni di Livenza, San Liberale, San Michele, San Odorico, Schiavoi, Topaligo, Villorba, Vistorta

## 姉妹都市
- La Réole、フランス 2000年
- ジッフォーニ・ヴァッレ・ピアーナ、イタリア 2011年
- ノヴィグラード、クロアチア 2015年

## 人物

### 著名な出身者
- ジョヴァンニ・ミケレット - 自転車ロードレース選手
- フェルッチョ・フルラネット - バス歌手
- エンリコ・ガスパロット - 自転車ロードレース選手
- ヴァニア・ガヴァ - 政治家